# M68 (canon)
Pour les articles homonymes, voir Canon de 105 mm et M68.
Le M68 est un canon antichar américain fabriqué par l'arsenal de Watervliet à la fin des années 1950. Il est dérivé du canon L7 britannique du même calibre dont il reprend le tube et les munitions.

## Caractéristiques techniques
Le M68 possède les mêmes caractéristiques balistiques que le canon britannique L7, cependant le M68 diffère en plusieurs points :
- Le M68 utilise une culasse de forme cylindrique, à coin vertical alors que le L7 utilise une culasse de forme carrée, à coin horizontal.
- Le lien élastique du M68 est composé d'un unique gros ressort qui sert à la fois de frein de tir et de récupérateur (traditionnellement des pistons hydropneumatiques).
- Le M68 possède un évacuateur de fumée concentrique, celui du L7 étant monté autour du tube du canon de manière excentrique[2].

## Modèles et variantes
- M68 : modèle original armant les M60 et M60A1.
- M68T : M68 produit sous licence par la firme turque MKEK.
- M68E1 : modèle armant les M60A3, il est recouvert d'un manchon anti-arcure en fibre de verre.
- M68A1 :  modèle présent sur les M1 Abrams et IPM1, sa culasse est renforcée pour résister à une pression en chambre supérieure. Il possède un miroir de volée et est recouvert d'un manchon anti-arcure en aluminium.
- KM68A1 : M68A1 produit sous licence en Corée du Sud dans le but d'armer le char coréen K1.
- M68A1E4 : version à faible effort de recul armant le blindé à roues d'appui feu M1128 MGS. La culasse est montée à l'envers et sa longueur de recul est beaucoup plus longue.
- M64 L71A : modèle israélien armant les Merkava Mk. 1 et Mk. 2.